# Live Your Life Be Free
Live Your Life Be Free è il quarto album in studio della cantante statunitense Belinda Carlisle, pubblicato nel 1991.
L'album segue al successo del terzo album Runaway Horses" e si conferma anche questa volta la collaborazione tra Belinda e Rick Nowels. Il primo estratto che da il titolo all'album riceve un tiepido riscontro di pubblico, ben lontano dai fasti dei due precedenti album che hanno portato Belinda tra le regine del pop anni 80/90.

## Tracce
1. Live Your Life Be Free (Rick Nowels, Ellen Shipley) – 5:14
2. Do You Feel Like I Feel? (Nowels, Shipley) – 5:09
3. Half the World (Richard Feldman, Eric Pressly, Shipley) – 4:23
4. You Came Out of Nowhere (Nowels, David Munday) – 4:10
5. You're Nothing Without Me (Nowels) – 3:55
6. I Plead Insanity (Nowels, Munday, Kushla Prasad) – 4:39
7. Emotional Highway (Nowels, Shipley) – 5:20
8. Little Black Book (Feldman, Marcy Detroit, Belinda Carlisle) – 4:14
9. Love Revolution (Nowels) – 5:09
10. World of Love (Charlotte Caffey, Jeff McDonald, Steve McDonald) – 4:13
11. Loneliness Game (Pressly, Carlisle) – 4:40